# Chayama (métro de Fukuoka)
Chayama (茶山駅, Chayama-eki) est une station de la ligne Nanakuma du métro de Fukuoka. Elle est située dans l'arrondissement de Jōnan à Fukuoka au Japon.

## Situation sur le réseau
Établie en souterrain, Chayama est située au point kilométrique (PK) 6,5 de la ligne Nanakuma. Elle est située entre la station Kanayama, en direction du terminus ouest Hashimoto, et la station Befu, en direction du terminus est Hakata.

## Histoire
La station Chayama est mise en service le 3 février 2005, lors de l'ouverture à l'exploitation des 16 stations de la ligne Nanakuma entre Tenjin-minami et Hashimoto.

## Services aux voyageurs

### Accès et accueil
La station est ouverte tous les jours.
Chayama est desservie par les rames de la ligne Nanakuma : 
- voie 1 : direction Hakata
- voie 2 : direction Hashimoto

Installations et desserte
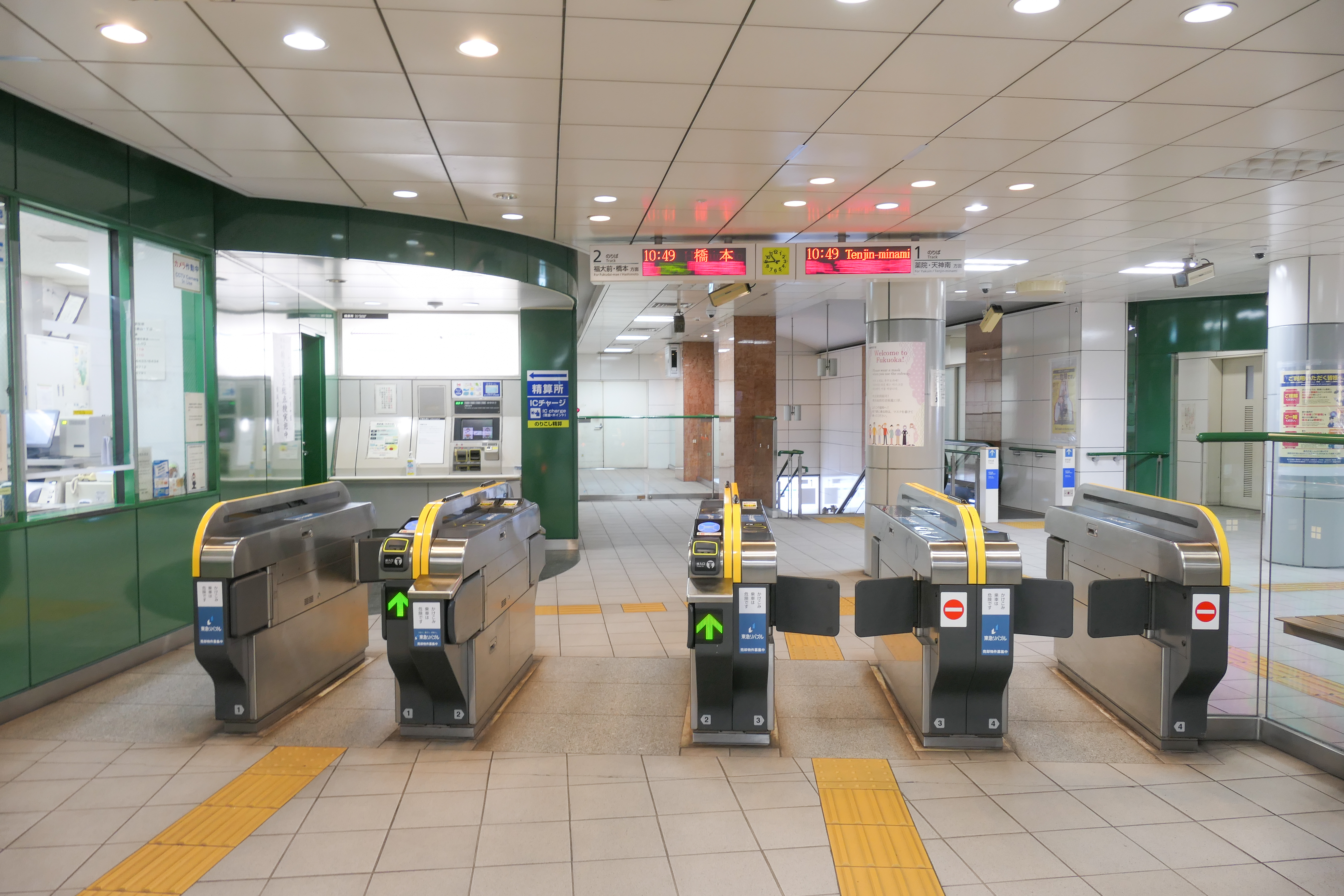
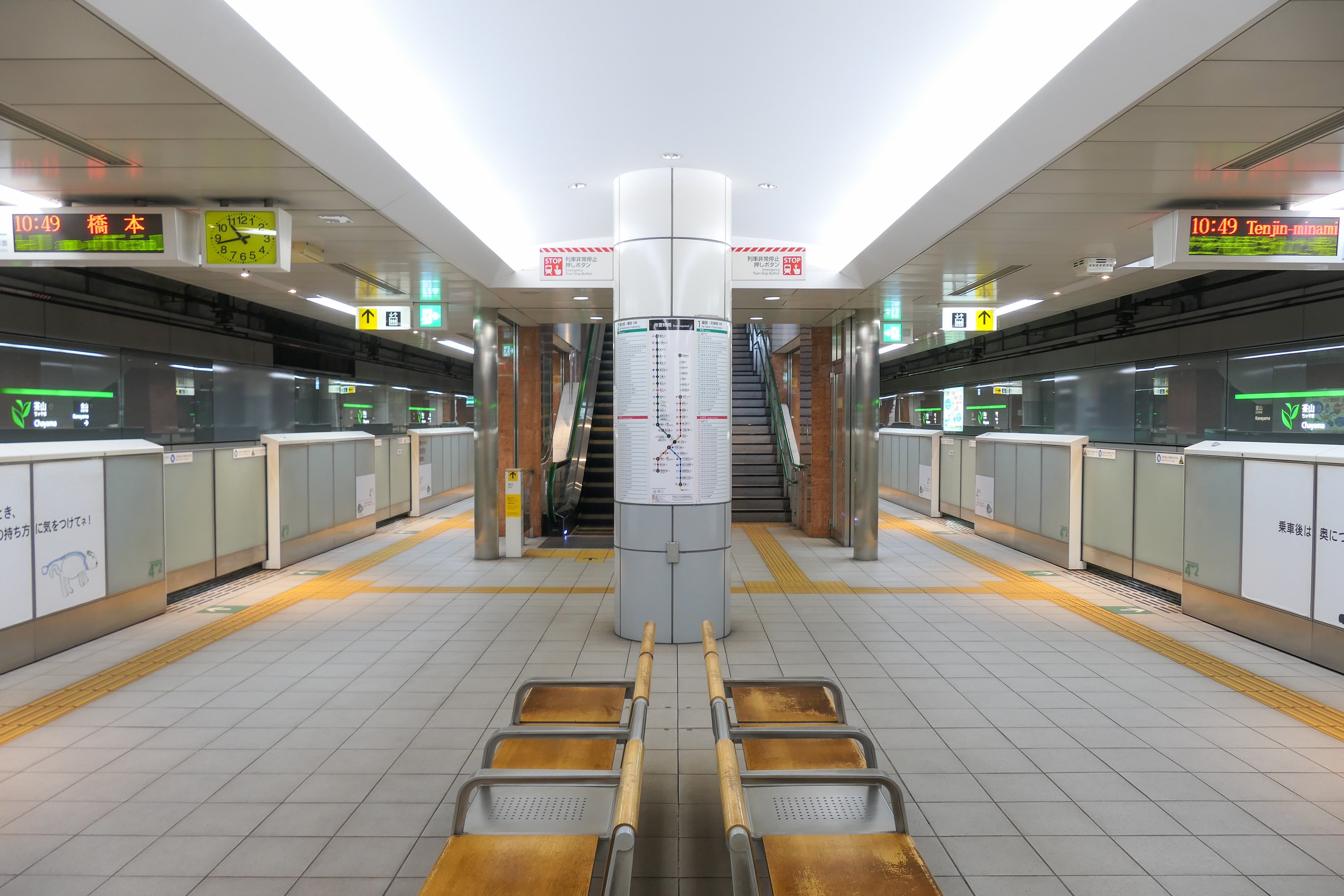